# Roach Guards
De Roach Guards was een Ierse straatbende die de wijk Five Points in New York tijdens de vroege 19e eeuw. Oorspronkelijk werd ze opgericht om de New Yorkse drankhandelaars in Five Points te beschermen, maar al snel pleegden ze overvallen en moorden.
De Roach Guards begonnen te vechten met de rivaliserende Bowery Boys en voormalige  Roach Guard leden die bekend kwamen te staan als de Dead Rabbits. De vete tussen de Roach Guards en de Dead Rabbits was uiterst gewelddadig in hun strijd om de controle over het gebied de Bowery gebied. Ondanks de constante onderlinge strijd slaagden ze er in stand te houden in de "slagen" tegen de beter georganiseerde en gedisciplineerde Dead Rabbits. De Roach Guards begonnen echter uit elkaar te vallen tijdens de jaren 1850 en waren volledig verdwenen tegen het einde van de Amerikaanse Burgeroorlog in 1865. 